# 145-я мотострелковая дивизия
145-я мотострелковая дивизия (сокр. 145 мсд, в/ч 71446) — тактическое соединение Сухопутных войск СССР. Дивизия находилась в составе 31-го армейского корпуса Закавказского военного округа. 
Дивизия дислоцировалась в городе Батуми, Хелвачаури, Меджиницкали Грузинской ССР.

## История
145-я мотострелковая дивизия ведёт историю 55-го укреплённого района времён ВОВ. В боевых действиях 55-й УР не участвовал. В 1946 году 55-й УР переформирован в 17-ю пулемётно-артиллерийскую бригаду в городе Ленинакан. В 1947 году 17-я пулемётно-артиллерийская бригада переформирована в 17-ю пулемётно-артиллерийскую дивизию.
В 1951 году 17-я пулемётно-артиллерийская дивизия переформирована в 145-ю горнострелковую. В это время она дислоцировалась в г. Ленинакан Армянской ССР в составе 7-й гвардейской армии.
В 1958 году 145-я горнострелковая дивизия переведена в г. Батуми на место расформированной 146-й мотострелковой дивизии. В 1962 году 145-я дивизия переформирована в мотострелковую.
В начале 1990-х руководитель Аджарии Аслан Абашидзе прибегал к помощи военных 145-й дивизии для защиты автономии от центральных властей Грузии. Демонстрация силы на границе Аджарии предотвратила попытки интеграции полунезависимого анклава в состав Грузии.
После распада СССР дивизия 1 сентября 1994 года переформирована в 12-ю военную базу с прежней дислокацией.  
В 2007 году 12-я военная база была расформирована, техника и личный состав выведен в Россию и в 102-ю военную базу в городе Гюмри.

## Состав
- управление (Батуми);
- 35-й гвардейский мотострелковый Гдыньский Краснознамённый полк (Батуми);
- 87-й мотострелковый полк (Батуми);
- 90-й мотострелковый полк (Хелвачаури);
- 400-й танковый полк (д. Меджиницкали (Батуми)) — в начале 1990 г. переформирован в 114-й танковый батальон и 1358-й мотострелковый полк[9];
- 1089-й артиллерийский полк (Батуми);
- 1053-й зенитный ракетный полк (Батуми);
- 61-й отдельный противотанковый артиллерийский дивизион (Батуми);
- 773-й отдельный разведывательный батальон (Батуми);
- 404-й отдельный инженерно-сапёрный батальон (Меджиницкали);
- 175-й отдельный ремонтно-восстановительный батальон (Батуми);
- 122-й отдельный батальон связи (Батуми);
- 1553-й отдельный батальон материального обеспечения (Батуми);
- 627-й отдельный батальон химической защиты (Батуми);
- отдельный медицинский батальон (Батуми);
- ОВКР (Батуми)[4].